# 普亞科 (夏威夷州)
普亞科（英語：Puako）是位於美國夏威夷州夏威夷縣的一個人口普查指定地區。

## 地理
普亞科的座標為19°58′03″N 155°50′48″W / 19.96750°N 155.84667°W，而該地最高點為海拔高度0米（即0英尺）。

## 人口
根據2010年美國人口普查的數據，普亞科的面積為45.70平方千米，當中陸地面積為26.70平方千米，而水域面積為19.00平方千米。當地共有人口772人，而人口密度為每平方千米16人。